# Christian Friedrich Ecklon
Christian Friedrich Ecklon, auch Frederik, (* 17. Dezember 1795 in Apenrade; † 9. Oktober 1868 in Kapstadt) war ein nordschleswiger Apotheker und Botaniker. Sein offizielles botanisches Autorenkürzel lautet „Eckl.“

## Leben und Wirken
Als Sohn eines Metzgers geboren, begann er eine Apothekerlehre und studierte anschließend in Kiel. 1823 reiste er in die Kapkolonie, Südafrika und arbeitete dort vier Jahre zuerst als Apothekengehilfe, dann als Apotheker. Trotz seiner eher kümmerlichen finanziellen Verhältnisse und seiner schwachen Gesundheit konnte er sich mit seinen botanischen Arbeiten einen Ruf in der Fachwelt erwerben. 1828 kehrte er mit einer bedeutenden Sammlung nach Europa zurück. Mit deutscher und dänischer Unterstützung reiste er 1829 gemeinsam mit Carl Ludwig Philipp Zeyher ein zweites Mal an die Südspitze Afrikas, um seine Forscher- und Sammlertätigkeit fortzusetzen. Nach seiner Rückkehr 1833 arbeitete er bis 1838 seine Forschungsergebnisse in Hamburg auf. Ein Teil seiner Sammlung ging nach Kopenhagen und ein anderer Teil an das Herbarium Kiel, die botanische Sammlung der Universität, welche ihm dafür die Ehrendoktorwürde verlieh. Seine Sammlungen und Arbeiten schufen die Grundlage, auf welcher sein Freund Otto Wilhelm Sonder zusammen mit dem irischen Botaniker William Henry Harvey in den Jahren 1860–1865 die Flora Capensis schufen. 1838 reiste er ein drittes Mal nach Südafrika und verblieb dort mit einer kurzen Unterbrechung im Jahre 1844 bis zu seinem Lebensende. Zu seinen einem breiteren Publikum bekannten Entdeckungen gehört die Gattung der Freesien.

## Ehrentaxon
Ihm zu Ehren wurden die Gattungen Ecklonia Hornem. und Eckloniopsis Okamura der Algen benannt. Die als Zierpflanze weit verbreitete Bornholmmargerite Osteospermum ecklonis aus der Familie der Korbblütler (Asteraceae) trägt seinen Namen als Epitheton.

## Werke
- Mit Carl Ludwig Philipp Zeyher: Enumeratio Plantarum Africae Australis Extratropicae. Hamburg 1834–1837, (online).
- II. Reiseberichte. Vorläufiger Bericht über die von den Hrn. Zeyher und Ecklon unternommenen reisen im südlichen Afrika. In: kgl. bay. botanische Gesellschaft zu Regensburg (Hrsg.): Flora. 16. Jg., 2. Band, Regensburg 1833, S. 470–480, Correspondenz, S. 759–761.
- Topographisches Verzeichniss der Pflanzensammlung von C.F. Ecklon, I. Lieferung, Esslingen 1827, Digitalisat.